# Ponte Settimia Spizzichino
Ponte Settimia Spizzichino, anche noto come Cavalcavia Ostiense, è un viadotto di Roma che sovrappassa la linea ferroviaria Roma-Lido e il percorso della linea B della metropolitana. Fa parte della Circonvallazione Ostiense.

## Descrizione
Grande ponte ad arco, realizzato su committenza del Dipartimento Lavori Pubblici del Comune di Roma, ideato per collegare la circonvallazione Ostiense alla consolare via Ostiense, nell'ambito del piano di potenziamento previsto per il sistema viario a rete del quadrante cittadino della zona Ostiense. La progettazione esecutiva dell'infrastruttura è stata eseguita dalla società Solidus s.r.l. dell'Ing. Francesco Del Tosto, specializzata nel settore dell'ingegneria civile, mentre l'impresa esecutrice è la Cimolai SpA.
L'importanza strategica dell'opera, già inserita nel PRG del 1962 e confermata in quello più recente del 2008, si inserisce nel più ampio piano di riassetto dell'intera area degli ex mercati generali di via Ostiense; il collegamento interquartiere realizzato, classificato come strada di categoria D,  è caratterizzato dallo scavalco ferroviario della linea B metropolitana e della ferrovia Roma-Lido intersecate entrambe in prossimità della stazione metro Garbatella, a ridosso dell'area dismessa dei mercati generali. La tipologia strutturale rielaborata da Solidus sul progetto a base di gara è quella del ponte ad arco con un doppio impalcato, sospeso mediante funi in acciaio, in cui l'arco, costituito da una struttura reticolare spaziale in acciaio, è impostato su tre appoggi.
La viabilità stradale interessata dall'intervento si sviluppa su un tratto complessivo di circa 500 metri;  l'architettura del ponte, con i suoi 160 metri di sviluppo longitudinale e luce centrale sospesa di 126, disegna un complicato arco di tubi bianchi staccando una freccia di 42 metri sul binario della ferrovia sottostante, arricchendo, dal punto di vista architettonico e tecnologico, il variegato panorama delle archeologie industriali già presenti nell'area.
Le due carreggiate dell'impalcato, distinte e divergenti, larghe 16,5 metri ciascuna con tre corsie per senso di marcia, consentono la percorribilità anche ai pedoni e al trasporto pubblico su ferro e su gomma. In una fascia neutra della piattaforma stradale, separata dalle carreggiate, è stata infine ricavata una pista ciclabile larga un metro e mezzo. 
Il design della struttura reticolare fu ottenuto utilizzando tecniche di elaborazione grafica e software di modellazione 3D. Attenzione particolare fu dedicata all'illuminazione, progettata da Francesco Bianchi. Il cantiere durò tre anni; l'opera fu inaugurata il 20 giugno del 2012 e costò circa 15,4 milioni di euro.
Su proposta della giunta del Municipio Roma VIII, il ponte fu intitolato alla memoria di Settimia Spizzichino, l'unica donna sopravvissuta al rastrellamento del Ghetto di Roma da parte dei nazisti del 16 ottobre 1943 e alla conseguente deportazione ad Auschwitz di 1 259 persone.

## Ispirazione
Il progettista si è ispirato ad altri progetti spagnoli, seguendo i criteri con i quali sono stati realizzati il Ponte de la Barqueta di Siviglia di Juan José Arenas de Pablo e Marcos Jesús Pantaleón Prieto ed i ponti ad arco di Santiago Calatrava (il Ponte Alameda a Valencia e Ponte dell'Alamillo a Siviglia). Il ponte, che ricorda lontanamente anche la struttura del DNA, riprende anche le forme reticolari del Gazometro che si intravede dietro.